# 梅斯纳尔山峰博物馆
梅斯纳尔山峰博物馆（Messner Mountain Museum，MMM）是意大利登山家莱茵霍尔德·梅斯纳尔创建的博物馆项目，位于意大利北部南蒂罗尔地区。梅斯纳尔的博物馆项目旨在教育游客“人与山相遇”，涉及山脉和冰川的科学，登山和攀岩的历史，圣山的历史，以及山区居民的历史。
该博物馆包括设在六个不同地点：
1. MMM 菲尔米安，在博尔扎诺附近的西格蒙德城堡，是博物馆的核心，集中于人与山的关系。内容包括山区地质、在人类生活中山区的宗教意义、登山和高山旅游的历史[2]。
2. MMM Juval，在Naturns附近中世纪的Juval城堡，关注世界各地的圣山（如冈仁波齐峰、富士山）及其宗教意义。[3]于1995年开放[3]。这座城堡由梅斯纳尔私人拥有，作为他的夏季住所。馆内有西藏佛教展品，包括一个巨大的转经轮。
3. MMM 多洛米蒂，在科尔蒂纳丹佩佐和皮耶韦迪卡多雷之间高2181米的Rite山上，设于第一次世界大战堡垒中，成立于2002年，主题是岩石[4]
4. MMM Ortles，位于索尔达，2004年开放，关注登山和冰川的历史 [5]
5. MMM Ripa 在布鲁尼科城堡，关注亚洲，非洲，南美洲和欧洲的山地民族[6]
6. MMM Corones ，在科隆普拉茨山山顶（2,275米），开放于2015年7月，关注传统攀登[7]。博物馆是一座现代建筑，由英国著名建筑师扎哈·哈迪德设计[8]

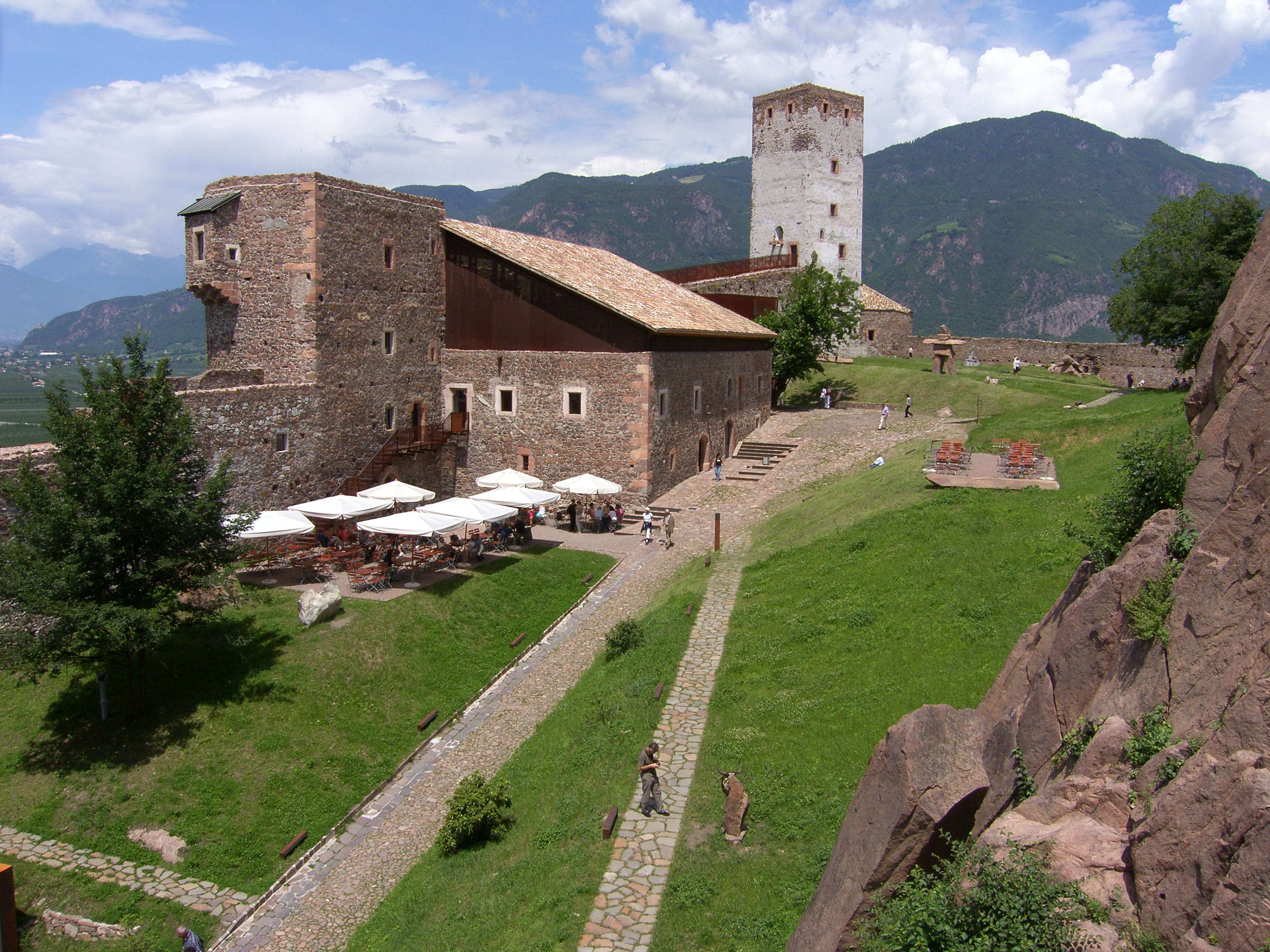
西格蒙德城堡
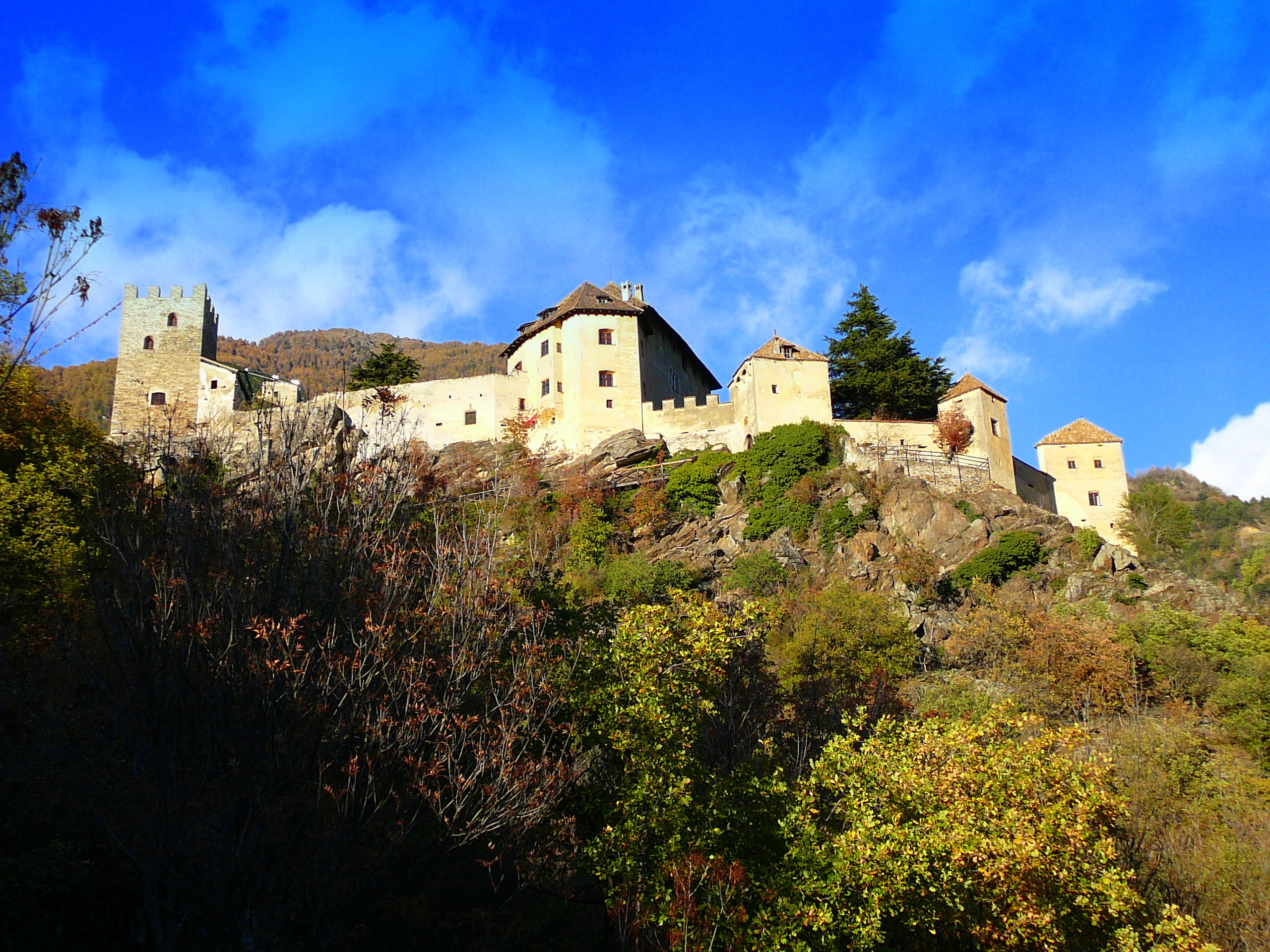
Juval城堡
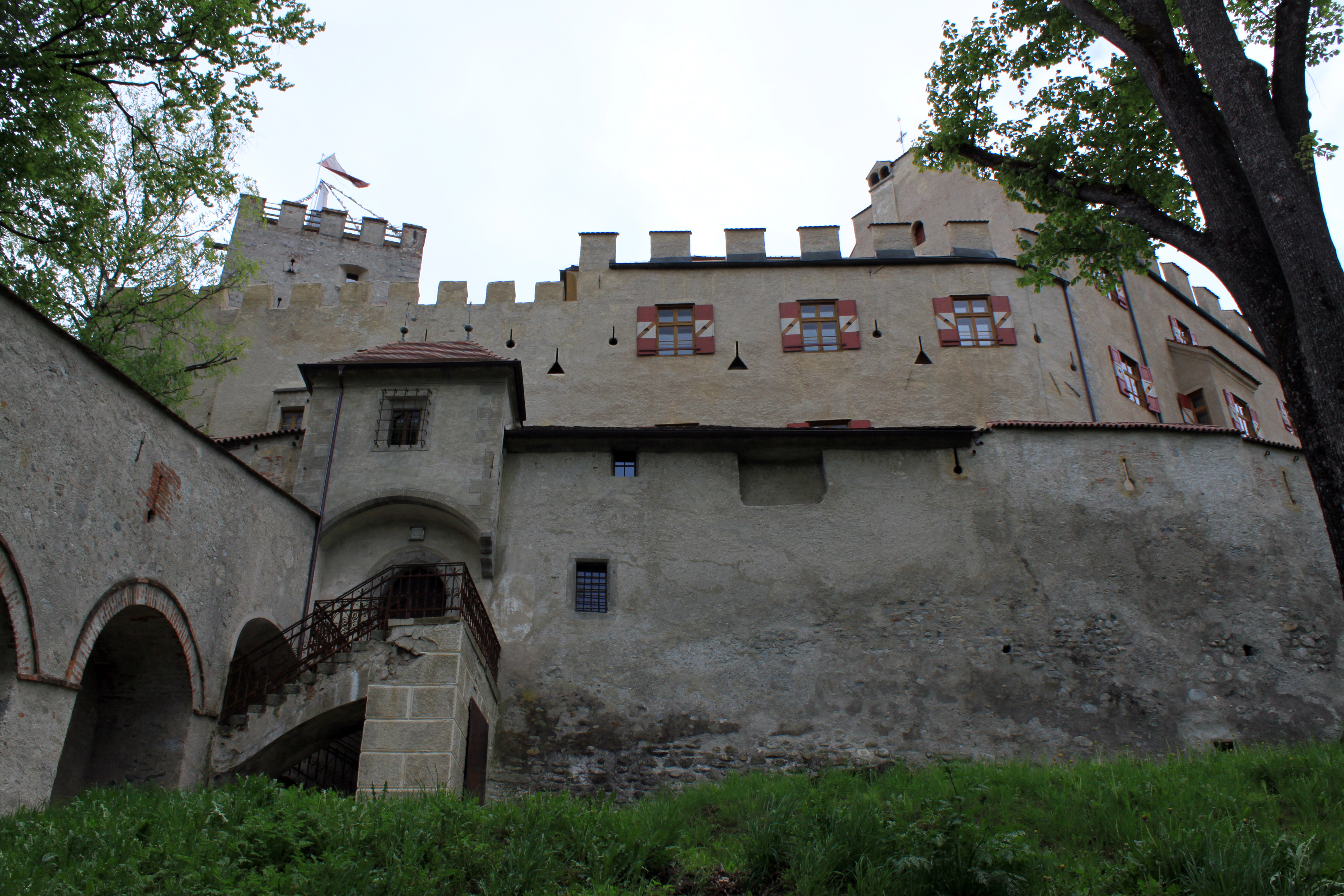
布鲁尼科城堡
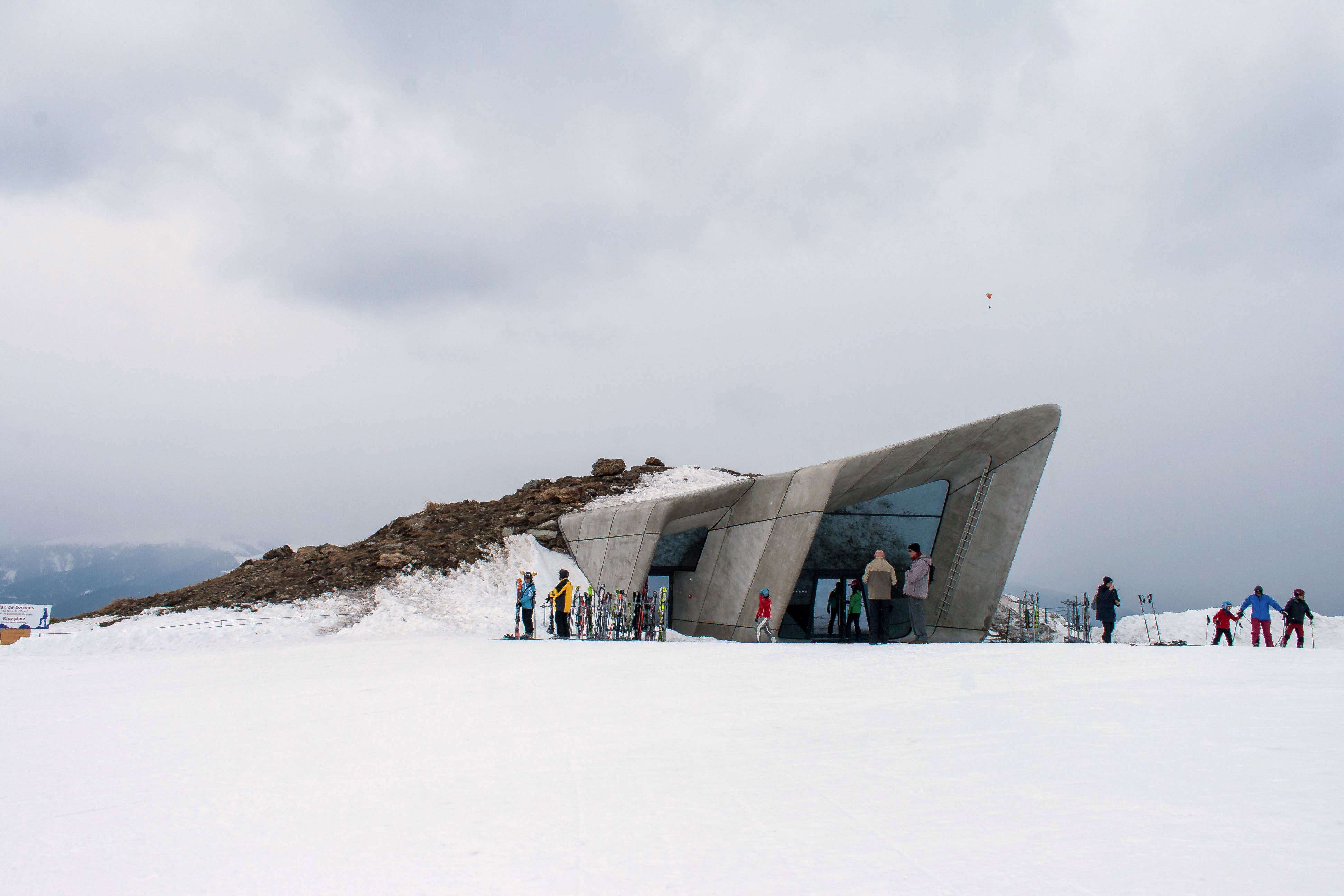
科隆普拉茨山梅斯纳尔山峰博物馆